# Lucho Herrera
Luis Alberto Herrera  (Fusagasugá, 4 de maio de 1961 (63 anos)), mais conhecido como Lucho Herrera e apelidado de "El Jardinerito de Fusagasugá", é um exciclista colombiano, profissional entre os anos 1982 e 1992, durante os quais conseguiu 30 vitórias, sendo a mais resonante a Vuelta a España 1987.

## Palmares
- Geral Vuelta ciclista a España ('87)
- Geral + 2 etapas 2x Critérium du Dauphiné Libéré ('91, '88)
- Geral Vuelta Aragón ('92)
- Geral 4x Clásico RCN  ('86, '84, '83, '82)
- 2x Lider Montanha Tour de France  ('87, '85)
- 3x etapas Tour de France  ('85, '84)
- 3x etapas Giro d'Italia  ('92, '89)
- 2x etapas Vuelta ciclista a España  ('91, '87)
- Lider Montanha Giro d'Italia ('89)

## Equipas
- 1992 Manzana Postobón
- 1991 Manzana Postobón
- 1990 Café de Colombia
- 1989 Café de Colombia
- 1988 Café de Colombia
- 1987 Café de Colombia
- 1986 Café de Colombia - Varta
- 1985 Café de Colombia - Varta - Mavic
- 1985 Colpatria